# Associação Brasileira dos Caminhoneiros
A Associação Brasileira dos Caminhoneiros (ABCam) é uma associação que visa os direitos dos caminhoneiros autônomos no Brasil. Foi fundada em julho de 1983, na cidade de São Paulo, sob a liderança de José da Fonseca Lopes, e teve protagonismo durante a greve dos caminhoneiros no Brasil em 2018.
| “                                                                                            | "O grande problema que o país está atravessando, não só com o caminhoneiro, é o problema do combustível. Tá muito caro, aumenta a cada dia. No caso do transportador autônomo, tem que tirar os penduricalhos, que são o PIS/Cofins e a Cide [impostos]. | ” |
| — José da Fonseca Lopes, então presidente da Associação Brasileira dos Caminhoneiros (ABCam) | |   |

## Presidente
José da Fonseca Lopes é filiado ao PSDB e foi candidato a deputado federal pela sigla no ano de 1998, quando recebeu 1.851 votos, insuficientes para ser eleito.